# سامی لارابی
سامی لارابی (انگلیسی: Sami Larabi؛ زادهٔ ۱۳ آوریل ۱۹۹۶) بازیکن فوتبال اهل فرانسه است.
از باشگاه‌هایی که در آن بازی کرده‌است می‌توان به باشگاه فوتبال تولوز اشاره کرد.